# Pinewood (Floride)
Pour les articles homonymes, voir Pinewood.
Pinewood est une census-designated place du comté de Miami-Dade, dans l'État de Floride, aux États-Unis,. En 2020, elle compte une population de 17 246 habitants.